# Eridolius lionyx
Eridolius lionyx là một loài tò vò trong họ Ichneumonidae.